# Bahamas ai Giochi della XXXII Olimpiade
Le Bahamas hanno partecipato ai Giochi della XXXII Olimpiade, che si sono svolti a Tokyo, Giappone, dal 23 luglio all'8 agosto 2021 (inizialmente previsti dal 24 luglio al 9 agosto 2020 ma posticipati per la pandemia di COVID-19) con una delegazione di 16 atleti impegnati in 2 discipline.
Si è trattato della sedicesima partecipazione di questo paese ai Giochi. Le uniche due medaglie ottenute, entrambe d'oro, sono state conquistate nell'atletica leggera.

## Medaglie

### Medaglie per disciplina
| Sport    | Oro | Argento | Bronzo | Totale |
| -------- | --- | ------- | ------ | ------ |
| Atletica | 2   | 0       | 0      | 2      |
| Totale   | 2   | 0       | 0      | 2      |

### Medaglie d'oro
| Medaglia | Atleta              | Sport            | Evento                    |
| -------- | ------------------- | ---------------- | ------------------------- |
| Oro      | Steven Gardiner     | Atletica leggera | 400 metri piani maschili  |
| Oro      | Shaunae Miller-Uibo | Atletica leggera | 400 metri piani femminili |

## Delegazione
| Sport            | Uomini | Donne | Totale |
| ---------------- | ------ | ----- | ------ |
| Atletica leggera | 5      | 8     | 13     |
| Nuoto            | 1      | 1     | 2      |
| Totale           | 6      | 9     | 15     |

## Risultati

### Atletica leggera

#### Uomini
Eventi su pista e strada
| Atleta            | Evento | Batteria  | Batteria  | Semifinale      | Semifinale      | Finale          | Finale          |
| Atleta            | Evento | Risultato | Posizione | Risultato       | Posizione       | Risultato       | Posizione       |
| ----------------- | ------ | --------- | --------- | --------------- | --------------- | --------------- | --------------- |
| Samson Colebrooke | 100 m  | 10"33     | 7º        | non qualificato | non qualificato | non qualificato | non qualificato |
| Steven Gardiner   | 400 m  | 45"05     | 1º Q      | 44"14 SB        | 1º Q            | 43"85 SB        |                 |
| Alonzo Russell    | 400 m  | 45"51     | 5º q      | 46"04           | 7º              | non qualificato | non qualificato |

Eventi su campo
| Atleta        | Evento        | Qualificazione | Qualificazione | Finale          | Finale          |
| Atleta        | Evento        | Risultato      | Posizione      | Risultato       | Posizione       |
| ------------- | ------------- | -------------- | -------------- | --------------- | --------------- |
| Jamal Wilson  | Salto in alto | 2,17 m         | 32º            | non qualificato | non qualificato |
| Donald Thomas | Salto in alto | 2,21 m         | 25º            | non qualificato | non qualificato |

#### Donne
| Atleta                                                                                | Evento         | Batteria  | Batteria  | Semifinale | Semifinale | Finale          | Finale          |
| Atleta                                                                                | Evento         | Risultato | Posizione | Risultato  | Posizione  | Risultato       | Posizione       |
| ------------------------------------------------------------------------------------- | -------------- | --------- | --------- | ---------- | ---------- | --------------- | --------------- |
| Tynia Gaither                                                                         | 100 m          | 11"34     | 3ª Q      | 11"31      | 6ª         | non qualificata | non qualificata |
| Anthonique Strachan                                                                   | 200 m          | 22"40 SB  | 1ª Q      | 22"56 SB   | 3ª         | non qualificata | non qualificata |
| Shaunae Miller-Uibo                                                                   | 200 m          | 22"76     | 2ª Q      | 22"14      | 2ª Q       | 24"00           | 8ª              |
| Shaunae Miller-Uibo                                                                   | 400 m          | 50"50     | 1ª Q      | 49"60      | 1ª Q       | 48"36           |                 |
| Devynne Charlton                                                                      | 100 m ostacoli | 12"84     | 4ª Q      | 12"66      | 2ª Q       | 12"74           | 6ª              |
| Pedrya Seymour                                                                        | 100 m ostacoli | 13"04     | 4ª Q      | 13"09      | 8ª         | non qualificata | non qualificata |
| Doneisha Anderson Lacarthea Cooper Shaunae Miller-Uibo Megan Moss Anthonique Strachan | 4×100 m        | DNF       | DNF       | N.D.       | N.D.       | non qualificata | non qualificata |

### Nuoto

#### Maschile
| Atleta        | Evento     | Batterie | Batterie  | Semifinali      | Semifinali      | Finale          | Finale          |
| Atleta        | Evento     | Tempo    | Posizione | Tempo           | Posizione       | Tempo           | Posizione       |
| ------------- | ---------- | -------- | --------- | --------------- | --------------- | --------------- | --------------- |
| Izaak Bastian | 100 m rana | 1'01"87  | 40º       | non qualificato | non qualificato | non qualificato | non qualificato |
| Izaak Bastian | 200 m rana | 2'17"40  | 36º       | non qualificato | non qualificato | non qualificato | non qualificato |

#### Femminile
| Atleta       | Evento             | Batterie | Batterie  | Semifinali      | Semifinali      | Finale          | Finale          |
| Atleta       | Evento             | Tempo    | Posizione | Tempo           | Posizione       | Tempo           | Posizione       |
| ------------ | ------------------ | -------- | --------- | --------------- | --------------- | --------------- | --------------- |
| Joanna Evans | 200 m stile libero | 1'58"40  | 19º       | non qualificata | non qualificata | non qualificata | non qualificata |
| Joanna Evans | 400 m stile libero | 4'07"50  | 13º       | N.D.            | N.D.            | non qualificata | non qualificata |